# Несіс Геннадій Юхимович
Генна́дій Юхи́мович Не́сіс (рос. Геннадий Ефимович Несис; * 22 травня 1947, Ленінград, нині Санкт-Петербург) — російський шахіст, шаховий журналіст. Заслужений тренер РРФСР (1987).
За фахом інженер-електрохімік.